# KkStB 64.01
KkStB 64.01 танк-паротяг із заводським № KrLi 3516/97 належав до Буковинської локальної залізниці.

## Історія
Паротяг носив назву "GOËSS" і був виготовлений 1897 фабрикою Krauss з Лінцу. у Ц.к. австрійській державній залізниці отримав позначення KkStB 64.01. Був проданий 1912, під час 2-ї св. війни належав Deutsche Reichsbahn. Після війни перейшов до чехословацької ČSD, де отримав позначення 313.701. Був куплений заводом Škoda і 26 листопада 1951 відправлений на злом.

### Технічні дані паротяга KkStB 64.01
|                            |                         |
| Розміри                    | Параметри               |
| Роки випуску               | 1897                    |
| Країна-виробник            | Австро-Угорська імперія |
| Завод-виробник             | Krauss. Лінц            |
| Ширина колії               | 1435 mm                 |
| Тип                        | Ct n2v                  |
| Кількість циліндрів        | 2                       |
| Діаметр ND-циліндрів       | 620 мм                  |
| Діаметр HD-циліндрів       | 420 мм                  |
| Хід поршня                 | 540 мм                  |
| Діаметр рушійних коліс     | 1100 мм                 |
| Загальна колісна база      | 3150 мм                 |
| Тиск пари                  | 13 атм.                 |
| Випаровуюча поверхня котла | 97,4 м²                 |
| Площа труб нагріву         | 7,7 м²                  |
| Площа колосникових ґрат    | 1,57 м²                 |
| Маса паротяга порожнього   | 31,0 т                  |
| Маса паротяга робоча       | 42,0 т                  |
| Запас води                 | 5,2 м³                  |
| Запас вугілля              | 4,0 м³                  |
| Швидкість                  | 40 км/год               |
| Зчіпна маса локомотива     | 38,0 т                  |